# Panorpa trizonata
Panorpa trizonata är en näbbsländeart som först beskrevs av Tsutome Miyake 1908. 
Panorpa trizonata ingår i släktet Panorpa och familjen skorpionsländor. Inga underarter finns listade i Catalogue of Life.